# Ramón de España
Ramón de España Renedo (Barcelona, 1956) es un crítico de cómic, música y televisión, guionista de cómic y cine y novelista español.

## Biografía
Licenciado en Ciencias de la Información por la Universidad Autónoma de Barcelona. 
En 1981 fue coordinador de los números 13 a 18 de la revista Bésame Mucho y escribió el guion de La noche de siempre para Montesol. Continuó escribiendo guiones para Cairo y artículos para El País.
También trabajó para El Jueves. Con Ignacio Vidal-Folch, publicó en 1997 el ensayo El canon de los cómics que incidía especialmente en el cómic europeo y los valores de la narración sobre los de la ilustración.
En 2004 dirigió su primer largometraje, Haz conmigo lo que quieras, por el que fue nominado en la categoría de mejor dirección novel en los Premios Goya.
En su novela de 2010 El millonario comunista critica a cierta izquierda. En 2013 y 2014 publica dos libros críticos con el independentismo catalán.
En la actualidad colabora con diversos medios de comunicación, en la mayoría de los casos a través de columnas de opinión, como en El Periódico de Catalunya, Crónica Global y Metrópoli Abierta.

## Obra
Películas
- 2004. Haz conmigo lo que quieras

Ensayos
- 1981. En la cresta de la nueva-- ola, ISBN 84-7426-066-3
- 1991. Europa, mon amour, ISBN 84-406-2028-4
- 1992. España, mon amour, ISBN 978-84-406-2891-9
- 1995. La biblia trekie, Biblioteca del Dr. Vértigo. Junto a Jordi Sánchez, Sergi Sánchez, Antonio Trashorras. ISBN 978-84-88574-52-7
- 1996. Mulder, Scully y los expedientes X. (Guía de episodios, temporadas 1, 2 y 3). ISBN 9788488574701
- 1997. El cánon de los cómics, con Ignacio Vidal-Folch.
- 1998. Sospechosos habituales, ISBN 9788433925350
- 2000. El odio: fuente de vida y motor del mundo, ISBN 978-8427026162
- 2001. La caja de las sorpresas. Una historia personal de la televisión, ISBN 978-8408040668
- 2013. El manicomio catalán. Reflexiones de un barcelonés hastiado, ISBN 978-84-9970-805-8
- 2014. El derecho a delirar. Un año en el manicomio catalán, ISBN 9788490602096
- 2016. Idiocracia. Cómo cargarse una democracia en solo treinta años, ISBN 978-84-666-6012-9
- 2022. Barcelona fantasma (artículos periodísticos)

Historietas
- 1981. La noche de siempre, con dibujos de Montesol, en Bésame Mucho
- 1982. Fin de semana, con dibujos de Montesol, en Cairo
- 1984. Velvet Nights, con dibujos de Sento, en Cairo
- 1985. Los fabricantes de estrellas, con dibujos de Roger, en "Complot!"[1]
- 1997. El amor duele, con dibujos de Keko (Glénat España)
- 2004. El sueño de México, con dibujos de Bartolomé Seguí (Edicions de Ponent)
- 2012. La ola perfecta, con dibujos de Sagar Fornies (Editores de Tebeos)

Novelas
- 1988. Sol, amor y mar
- 1989. Nadie es inocente
- 1997. Redención
- 1998. Un mundo perfecto
- 1999. La llamada de la selva
- 2001. La casa del dolor
- 2004. Calidad de vida
- 2010. El millonario comunista